# Microcharon luciae
Microcharon luciae là một loài chân đều trong họ Microparasellidae. Loài này được Sket miêu tả khoa học năm 1991.